# 一次運動野
一次運動野（いちじうんどうや、英: Primary motor cortex）またはM1は、前運動野と共同して運動の計画、実行を行う。一次運動野にはベッツ細胞 (Betz cell) と呼ばれる、脊髄を下行する長い神経繊維を持った細胞が多く存在する。この神経線維はアルファ運動ニューロンと呼ばれる筋肉に接続したニューロンとシナプス接続している。前運動野は行動の計画 (大脳基底核と共同して) と感覚情報に基づく運動の最適化 (これには小脳の働きが必要である) に関わっている。
科学者は長い間、一次運動野の配置は全ての哺乳類で類似していると考えている。 

## 位置
ヒトの一次運動野は中心前回の背側部と中心溝の前壁にあたる。中心前回は中心後回の前にあり、中心溝で分けられている。中心前回の前側の境界は中心前溝で、下側の境界は外側溝 (シルヴィウス裂) である。一次運動野は内側部で、中心傍小葉と接している。ブロードマン領野の4野と同一視される。

## 層状構造
中心前皮質の内錐体細胞層 (internal pyramidal layer)、別名 V層 には巨大な (70～100マイクロメートルの) 錐体細胞 (ベッツ細胞とも呼ばれる) があり、その細胞は長い軸索を、反体側にある脳神経の運動核と脊髄腹角の下位運動ニューロンに接続している。これらの神経繊維は皮質脊髄路を形成している。ベッツ細胞とその長い軸索は上位運動ニューロン (UMN) と呼ばれる。

## "ホムンクルス"

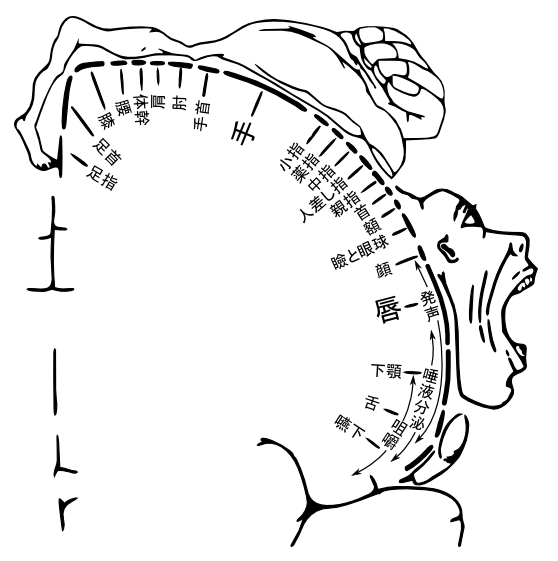
運動野のホムンクルス。図中の皮質の各領域が、対応する体の各部位へと出力を行う。

一次運動野では、様々な身体部位が正確に皮質上にマッピングされている。そこでは、脚部は正中線付近、頭部と顔は外側面付近に配置されている。腕と手の運動野は最も広く、中心前回にある脚と顔の領域の間に、かなりの部分を占めている。
ヒトにおいては、一次運動野の外側部は上から順に、尻、胴、肩、肘、手首、指、親指、まぶた、唇、顎と配置されている。大脳縦裂内に折りたたまれた運動野の内側部は脚部に相当する。
この様な配置はワイルダー・ペンフィールドらによって解明されたもので、運動野のホムンクルス (ラテン語で小人の意)と呼ばれる。右の図を参照のこと。
運動野において、全ての身体部位がそれぞれの大きさに応じて、同じ細胞の密度で表現されているわけではない。唇や顔の一部や手は運動野の細胞の特に大きい領域を占めている。症例から推測されるところによると、使われていない運動野の細胞は、麻痺や切断といった外傷によって運動野に欠損が生じたとき、その場所を受け持つように他の細胞から勧誘される。

## 伝導路
運動性神経繊維が大脳の灰白質を下行していくにつれ、繊維は互いに接近し内包後脚を形成する。. 
それらが脳幹へとさらに下行して、その内いくつかは反体側に交叉した後に脳神経運動核へと接続する。(注: 別のいくつかの繊維は同側の脳幹を通って下位運動ニューロンにシナプス結合している。) 
延髄 (錐体交叉) で反体側に交叉した後、神経繊維は脊髄をさらに下行していく。この経路は外側皮質脊髄路と呼ばれる。 
脳幹で交叉しない神経繊維は前皮質脊髄路へと分かれて下行し、大半は脊髄で反体側に交叉する。この神経繊維は交叉の後すぐに、下位運動ニューロンへと投射する。

## 血液供給
中大脳動脈の分枝が一次運動野への、ほとんどの動脈血の供給を行っている。 
内側部 (脚部に相当する領域) は前大脳動脈の分枝から供給を受けている。

## 機能障害
中心前回の損傷は反体側の身体の麻痺 (顔面、上肢/下肢単不全麻痺、片側不全麻痺) を引き起こす。

## 参考画像

色の付いた所が一次運動野。
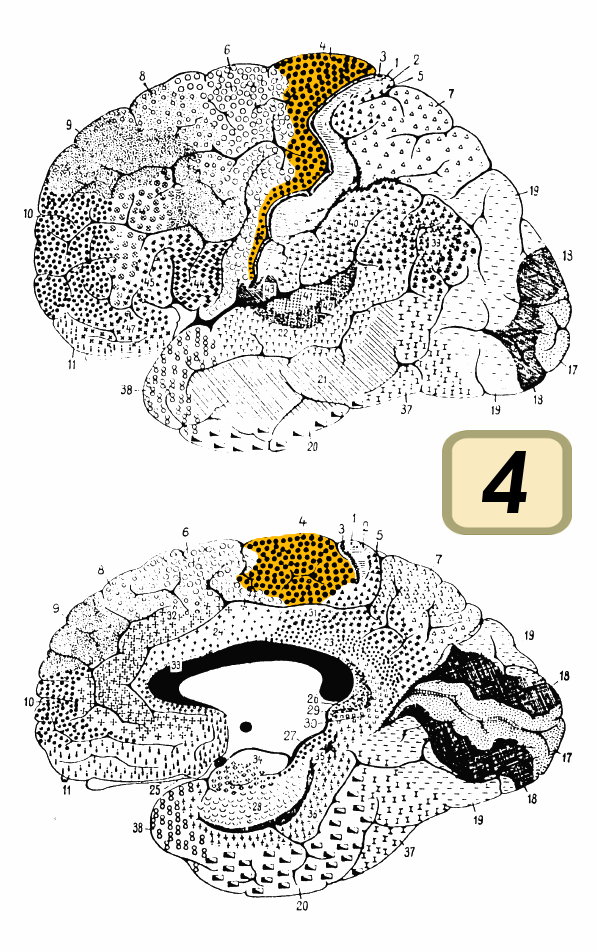
ブロードマンの脳地図における4野。一次運動野と同一視される。
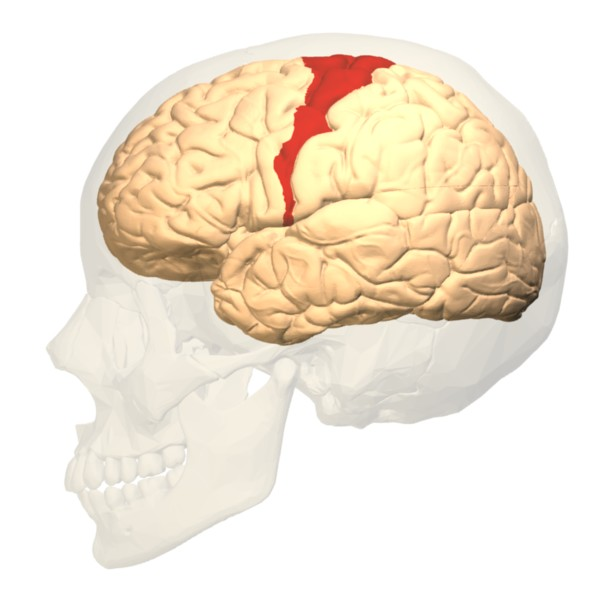
ヒト脳を外側面から見た所。色の付いた所が一次運動野。
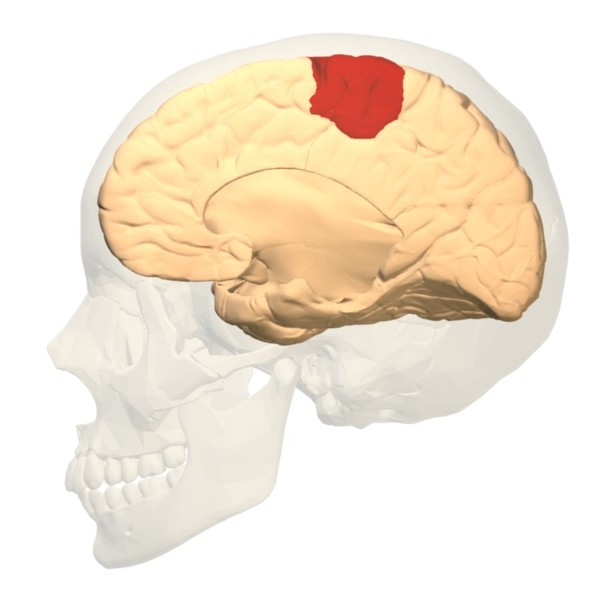
ヒト脳を内側面から見た所。色の付いた所が一次運動野。
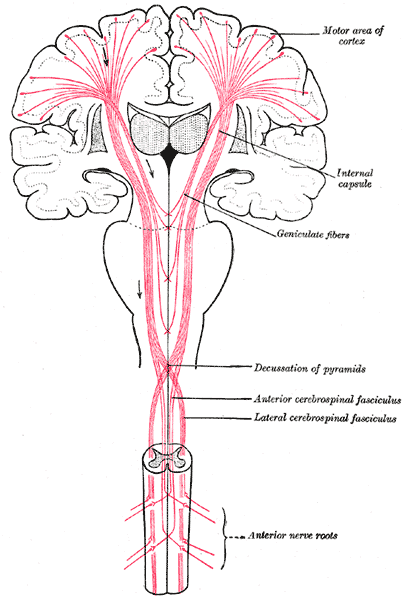
大脳皮質から延髄および脊髄にいたる伝導路（錐体路）

## 関連文献
日本語のオープンアクセス文献
- 久保山直己ほか 「大脳皮質運動野の神経配置と筋収縮信号の出力」 健康科学 27 pp.1-12 (2005)